# Eikenprachtkever
De eikenprachtkever (Agrilus biguttatus) is een kever uit de familie prachtkevers (Buprestidae).

## Beschrijving
Deze 8 tot 13 millimeter lange kever heeft een langwerpig, gekield lichaam met een groene kleur, en een olie-achtige glans over de gehele bovenzijde. Het lijf lijkt wel op een cicade, het achterlijf is ongeveer 4 keer zo lang als het kopborststuk, en wordt naar achteren toe smaller. De onderzijde is lichtgroen en heeft eveneens een glans, de pootjes en tasters zijn kort en dun. Alle 13 soorten uit het geslacht Agrilus lijken qua vorm op elkaar, deze soort is te onderscheiden door twee kleine witte vlekjes aan de achterzijde in het midden.

## Voortplanting
De larve heeft een dun, wit en wormachtig lijf, dat echter duidelijk gesegmenteerd is, de kop is slechts iets groter dan de achterzijde en er moeilijk van te onderscheiden. De gangen die gegraven worden hebben geen patroon en lopen door elkaar. De volwassen kever is te zien van mei tot juli, de larve overwintert als pop en vliegt in de lente uit; deze uitvlieggaten zijn een belangrijke aanwijzing dat een boom is besmet, hoewel het dan al te laat is.

## Schadelijkheid
De kever zelf leeft enkel van nectar en stuifmeel en is niet schadelijk, maar de larven zijn berucht omdat ze eiken aanvreten. De larve leeft van de bast en het spinthout, en kan met het graven van gangen zoveel schade aanrichten dat de boom het loodje legt. De larve prefereert zwakke of zieke bomen boven gezonde bomen. Tot ver in de twintigste eeuw kwam de soort niet voor in Nederland en België, maar de warmteminnende kever wordt steeds meer waargenomen. Er zijn aanwijzingen dat verzwakte eiken vaak te maken hebben met een gewijzigde grondwaterstand. Vernatting van natuurgebieden zou zo de kever in de kaart spelen.

## Afbeeldingen

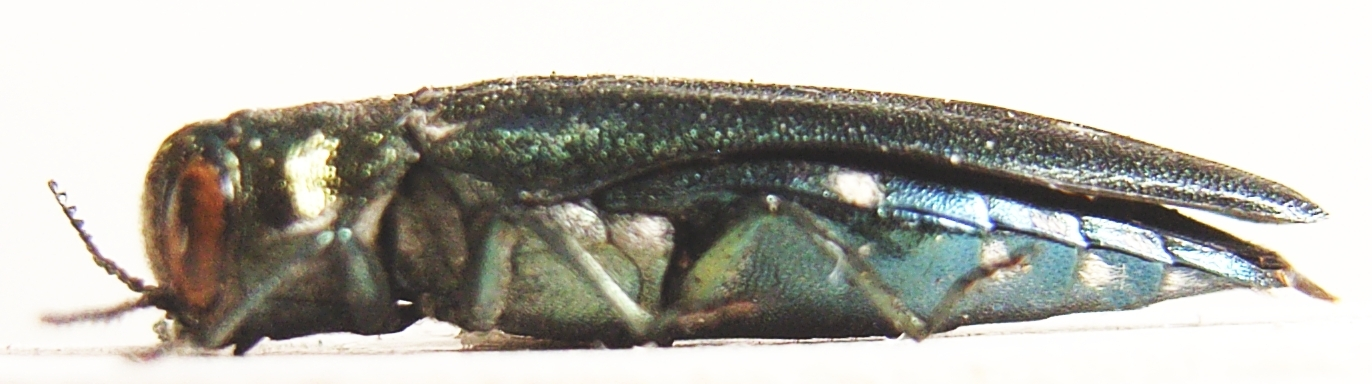
Zij-aanzicht
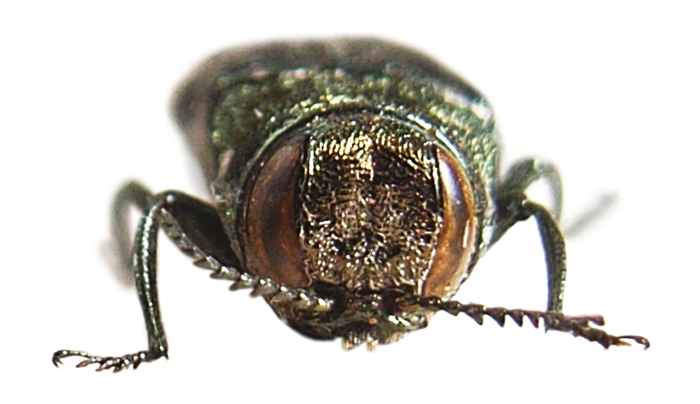
Vooraanzicht
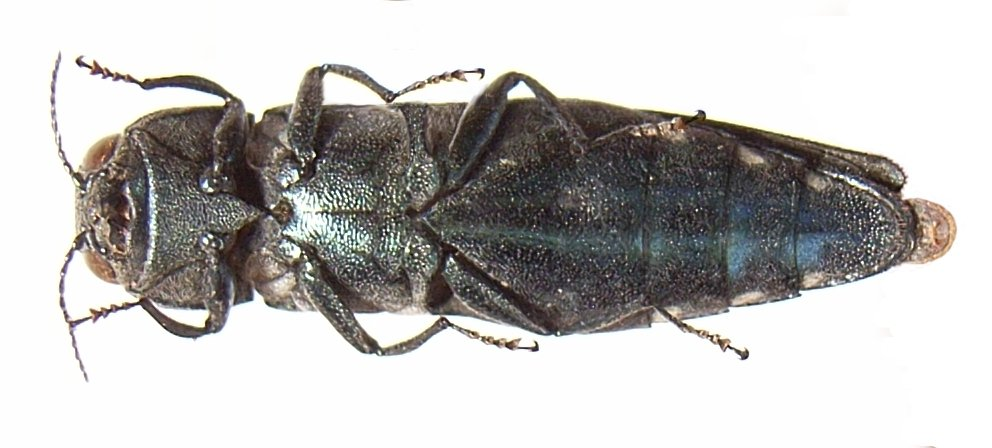
Onderaanzicht
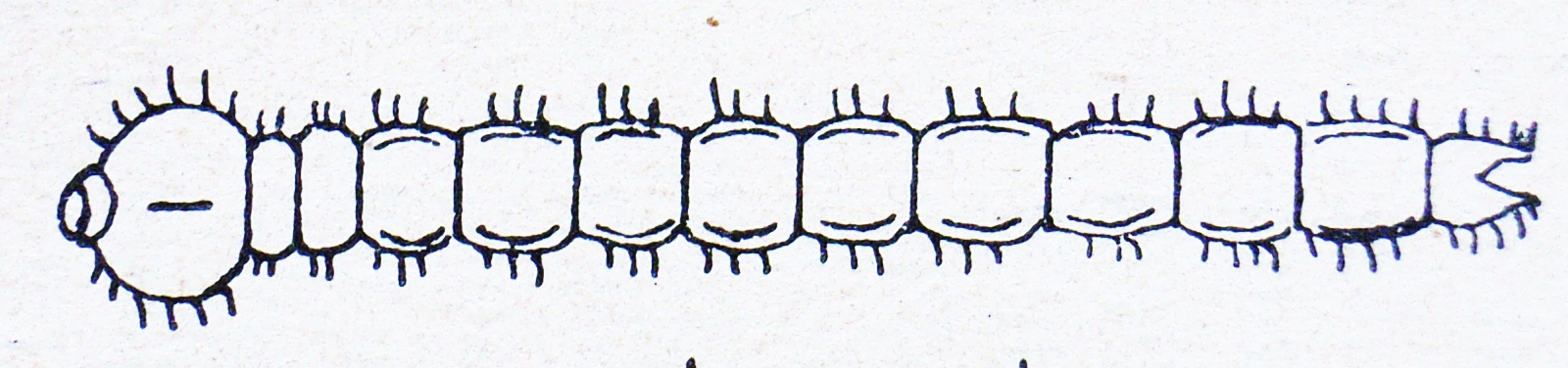
Schets van de larve